# Тендряков, Владимир Фёдорович
Влади́мир Фёдорович Тендряко́в (5 декабря 1923, д. Макаровская, Вологодская губерния — 3 августа 1984, Москва) — русский советский писатель, педагог, автор остроконфликтных повестей о духовно-нравственных проблемах современной ему жизни, острых проблемах советского общества, о жизни в деревне.

## Биография
Родился 5 декабря 1923 года в деревне Макаровская (ныне Шелотское сельское поселение Верховажского района Вологодской области) в семье народного судьи, затем ставшего прокурором. В 1938 году семья Тендряковых переехала в Кировскую область, в посёлок Подосиновец. Отец работал прокурором района, в начале войны был мобилизован в армию и обратно не вернулся. Мать Татьяна Петровна была домохозяйкой.
В декабре 1941 года Владимир Тендряков был призван в РККА и направлен в школу младших командиров, по окончании которой получил звание младшего сержанта-радиста. В июле 1942 года отправлен на фронт. Первое ранение получил под Сталинградом. В августе 1943 года под Харьковом был ранен вторично, осколком снаряда, на этот раз тяжело, был эвакуирован в госпиталь в Пензенской области на станцию Пачелма, где и пролежал до 17 января 1944 года. После лечения в госпитале Владимир Тендряков вернулся домой инвалидом третьей группы, работал в Подосиновце школьным учителем (преподавал военное дело), затем, по совету старшего товарища, Аркадия Филёва, работал секретарём Подосиновского райкома комсомола.
В 1945 году переехал в Москву. Осенью 1945 года поступил во Всесоюзный государственный институт кинематографии (ВГИК) на художественный факультет, но уже через год перешёл в Литературный институт, который окончил в 1951 году. Учился в семинаре К. Г. Паустовского. В 1948 г. вступил в ВКП(б).
Тендряков женился на журналисте и редакторе журнала «Знамя» Наталье Григорьевне Асмоловой (1933—2023), старшей сестре теплофизика и государственного деятеля В. Г. Асмолова и психолога А. Г. Асмолова. Её отец — заслуженный энергетик СССР Григорий Львович Асмолов (Асмоловский, 1907—1984), мать — экономист Мария Самойловна Асмолова (урождённая Йогман, 1909—1983), в 1920 годах была секретарём Харьковского городского комитета ВЛКСМ.
Первый рассказ Владимира Тендрякова «Дела моего взвода» был опубликован в 1947 году в «Альманахе молодых писателей». Далее публиковался в журнале «Огонёк», в котором с 1951 по 1953 год работал внештатным корреспондентом вместе с Владимиром Солоухиным и Александром Рекемчуком. Сотрудничал с журналом «Смена». С 1955 года стал профессиональным писателем, полностью отдавшись литературному труду.
В 1954 году в журнале «Новый мир» была напечатана повесть Владимира Тендрякова «Не ко двору», а через два года в «Новом мире» был опубликован первый его большой роман «Тугой узел», журнальный вариант которого назывался «Саша вступает в жизнь». Тендряков стал самым востребованным писателем того времени. С завершением «оттепели» практически все произведения Тендрякова сталкивались с цензурными затруднениями. Многие из них были опубликованы только в годы Перестройки, уже после смерти писателя.
С 1964 года Тендряков входил в редколлегию журнала «Наука и религия». В 1967 избран членом правления СП СССР (переизбирался в 1971, 1976 и 1981 годах). В 1966 году подписал письмо 25-ти деятелей культуры и науки генеральному секретарю ЦК КПСС Л. И. Брежневу против реабилитации Сталина.
Скончался 3 августа 1984 года от инсульта.

Могила Владимира Тендрякова

Похоронен в Москве на Кунцевском кладбище.

## Сочинения
- Падение Ивана Чупрова (1953) — повесть
- Среди лесов (1953) — повесть
- Ненастье (1954) — повесть
- Не ко двору (1954) — повесть
- Тугой узел (1956) — роман
- Ухабы (1956) — повесть
- Чудотворная (1958) — повесть
- За бегущим днём (1959) — роман
- Суд (1960) — повесть
- Тройка, семёрка, туз (1961) — повесть
- Чрезвычайное (1961) — повесть
- Короткое замыкание (1962) — повесть
- Белый флаг (1962, совместно с К. Икрамовым) — пьеса
- Путешествие длиной в век (1964) — фантастическая повесть
- Свидание с Нефертити (1964) — роман
- Находка (1965) — повесть
- Подёнка — век короткий (1965)
- Кончина (1968)
- Апостольская командировка (1969) — повесть
- Донна Анна (1969, опубликован в 1988) — рассказ
- Хлеб для собаки (1969) — повесть
- Охота (1971, опубликован в 1988) — рассказ
- Шестьдесят свечей (1972) — повесть
- Весенние перевёртыши (1973)
- Совет да любовь (1973) — пьеса
- Три мешка сорной пшеницы (1973)
- Ночь после выпуска (1974) — повесть
- На блаженном острове коммунизма (1974, опубликовано в 1988)
- Люди или нелюди (1975—1976, опубликовано в журнале «Дружба народов», 1989, № 2)
- Затмение (1977) — повесть
- Расплата (1979) — повесть
- Покушение на миражи (1979—1982, опубликован в 1987) — роман
- Чистые воды Китежа (впервые опубликована в 1986) — повесть
- Фасеточное зрение (1977) — рассказ
- Кого это касается? (1982) — рассказ

### Сценарии и экранизации
- «Чужая родня» (Ленфильм, 1955) по повести «Не ко двору», сценарий В. Тендрякова.
- «Тугой узел» (Мосфильм, 1957) по одноимённому роману, сценарий В. Тендрякова. Фильм не был выпущен на экраны и переснят под названием «Саша вступает в жизнь». Восстановлен и вышел в прокат в 1988 году.
- «Чудотворная» (Мосфильм, 1960) по одноимённой повести, сценарий В. Тендрякова.
- «49 дней» (Мосфильм, 1962) сценарий Ю. Бондарева и В. Тендрякова.
- «Суд» (Мосфильм, 1962) по одноимённой повести, сценарий В. Тендрякова.
- «Весенние перевёртыши» (Ленфильм, 1974), сценарий В. Тендрякова, удостоен премии за лучший сценарий на VIII Всесоюзном кинофестивале в Кишинёве (1975)[9].
- «Житейское дело» (Ленфильм, 1976) «Где ты, Любовь Дуняшова?» (Третья новелла)
- «Чёрный коридор» (Мосфильм, 1988) по повести «60 свечей».
- «Кончина» (Ленфильм, 1989) трёхсерийный телефильм по мотивам одноимённой повести В. Тендрякова.
- «Находка» (2015) — по одноимённой повести, режиссёр и сценарист В. Демент. В главной роли А. Гуськов.

### Инсценировки
- «Без креста» (1963) — инсценировка Московского театра «Современник» по повести «Чудотворная».
- «Три мешка сорной пшеницы» (1975) — постановка Ленинградского Большого драматического театра.
- «Ночь после выпуска» (1982) — радиоспектакль по мотивам одноимённой повести в постановке Владимира Шведова.
- «Ночь после выпуска» (2015) — постановка Народного театра «Глагол» СПбПУ по одноимённой повести[10].

## Признание
- Тендряков получил орден Трудового Красного Знамени (28.10.1967) и орден «Знак Почёта» (04.12.1973). Также имел медали.
- Имя Тендрякова в сентябре 1985 г. было присвоено Вологодской областной юношеской библиотеке[11].